# Circondario di Esslingen
Il circondario di Esslingen è uno dei circondari dello stato tedesco del Baden-Württemberg.
Fa parte del distretto governativo di Stoccarda.

## Città e comuni
(Abitanti il 31 dicembre 2022)
| Città 1. Aichtal (9 951) 2. Esslingen am Neckar (94 941) 3. Filderstadt (46 188) 4. Kirchheim unter Teck (41 907) 5. Leinfelden-Echterdingen (40 420) 6. Neuffen (6 322) 7. Nürtingen (41 403) 8. Ostfildern (39 806) 9. Owen (3 478) 10. Plochingen (14 611) 11. Weilheim an der Teck (10 324) 12. Wendlingen am Neckar (16 258) 13. Wernau (Baden-Württemberg) (12 306) | Comuni 1. Aichwald (7 611) 2. Altbach (6 422) 3. Altdorf (1 706) 4. Altenriet (1 995) 5. Baltmannsweiler (5 701) 6. Bempflingen (3 515) 7. Beuren (3 741) 8. Bissingen an der Teck (3 507) 9. Deizisau (6 914) 10. Denkendorf (11 303) 11. Dettingen unter Teck (6 316) 12. Erkenbrechtsweiler (2 209) 13. Frickenhausen (9 279) 14. Großbettlingen (4 397) 15. Hochdorf (4 903) 16. Holzmaden (2 320) 17. Kohlberg (2 324) 18. Köngen (9 808) 19. Lenningen (8 269) 20. Lichtenwald (2 656) 21. Neckartailfingen (4 018) 22. Neckartenzlingen (6 433) 23. Neidlingen (1 829) 24. Neuhausen auf den Fildern (12 258) 25. Notzingen (3 631) 26. Oberboihingen (5 696) 27. Ohmden (1 728) 28. Reichenbach an der Fils (8 457) 29. Schlaitdorf (1 954) 30. Unterensingen (5 021) 31. Wolfschlugen (6 390) |